# Cecilie Lund
Cecilie Ane Andrea Lund (geb. Lynge; * 28. November 1917 in Nuuk; † 9. September 1999 in Qaqortoq) war eine grönländische Schriftstellerin, Dichterin, Musikerin, Übersetzerin, Lehrerin, Højskoleleiterin und Frauenrechtlerin.

## Leben
Cecilie Lund war die jüngste Tochter und das achte von elf Kindern des Pastors, Dichters, Malers und Landesrats Niels Lynge (1880–1965) und seiner Frau Ane Theodora Cecilie Rosing (1883–1940). Zu ihren Brüdern zählen der Landesrat Klaus Lynge (1902–1981) und der Schriftsteller Hans Lynge (1906–1988). Am 24. September 1939 heiratete sie den Schafzüchter Henning Lund (1917–1998), Sohn des Fischereileiters Louis Lund und seiner Frau Marie Katrine Elisabeth Julia Johannesen. Aus der Ehe gingen vier Söhne und zwei Töchter hervor: Louis (* 1941), Naja (* 1943), Kristian (* 1945), Katrine (* 1949), Niels (* 1951) und Kunuk (* 1956).
Cecilie Lund wurde in Grönlands Hauptstadt Nuuk geboren, wuchs aber in Maniitsoq und später in Alluitsoq auf, wo ihr Vater als Pastor tätig war. Sie besuchte die Efterskole in Qaqortoq, was für Mädchen zu der Zeit ungewöhnlich war, und schloss diese 1934 ab. Aufgrund ihres Geschlechts blieb ihr eine weiterführende Ausbildung an Grønlands Seminarium, wie es ihr Wunsch war, verwehrt. Stattdessen besuchte sie die Katechetenschule in Aasiaat, die Frauen allerdings nach Abschluss nur den Titel einer Kleinkinderlehrerin verlieh. Sie begann in Alluitsoq zu arbeiten, lernte dort ihren späteren Mann kennen und gab wegen ihrer Kinder die Arbeit dann auf und war Hausfrau. Nur als ihr Mann krank war, ersetzte sie ihn. 1946 gründete das Paar mit drei Kindern in die Schäfersiedlung Qanisartuut. Weil es keine Schule in der Nähe gab, unterrichtete Cecilie ihre Kinder selbst. Später begann sie Gedichte und Novellen zu schreiben, Musik zu komponieren und Zeitungsbeiträge zu verfassen. Ihre Geschichten und Gedichte wurden in der Zeitung veröffentlicht oder im Radio vorgetragen. Außerdem übersetzte sie vom Dänischen ins Grönländische. 1965 gewann sie mit ihrer Geschichte Pitdlagkatut asime inûneĸ einen Schreibwettbewerb. Sie behandelt das Leben eines jungen Verbrechers und ist aus ihrem eigenen Leben inspiriert, da sie gemeinsam mit ihrem Mann in den 1950er und 1960er Jahren Straftäter auf ihrem Hof resozialisierte. Cecilie Lund war auch als Frauenrechtlerin aktiv. Sie wurde Mitte der 1960er Jahre Vorsitzende der südgrönländischen Abteilung des Frauenverbands Arnat Peqatigiit Kattuffiat (APK). 1977 wurde sie Leiterin der neugegründeten Arnat Ilinniarfiat in Sisimiut, für deren Errichtung Kathrine Chemnitz und Guldborg Chemnitz jahrelang gekämpft hatten. Dieses Amt hatte sie nur für zwei Jahre inne. 1989 gab sie ihre Arbeit gänzlich auf und ließ sich in Qaqortoq nieder, wo sie 1999 im Alter von 81 Jahren starb.